# Волынский областной совет
Волынский областной совет (англ. Волинська обласна рада) — представительный орган местного самоуправления, который представляет общие интересы территориальных общин сёл, посёлков, городов, в пределах полномочий, определённых Конституцией Украины, Законом Украины «О местном самоуправлении на Украине» и другими законами, а также полномочий, переданных им сельскими, поселковыми, городскими советами.
Областной совет состоит из 64 депутатов, избирается населением Волынской области сроком на 5 лет. Совет избирает постоянные и временные комиссии. Областной совет проводит свою работу сессионно. Сессия состоит из пленарных заседаний и заседаний ее постоянных комиссий.

## Состав
По результатам местных выборов, прошедших 25 октября 2020 года, в Волынский областной совет было избрано 64 депутата.
| — | Партия                   | Первый кандидат | Кол-во депутатов | Доля голосов |
| - | ------------------------ | --------------- | ---------------- | ------------ |
|   | За будущее               | Игорь Палица    | 22               | 34,38 %      |
|   | Европейская солидарность | Юлия Вусенко    | 9                | 14,06 %      |
|   | Батькивщина              | Андрей Козюра   | 9                | 14,06 %      |
|   | Слуга народа             | Игорь Лисовский | 8                | 12,50 %      |
|   | Свобода                  | Анатолий Витив  | 7                | 10,94 %      |
|   | Аграрная партия Украины  | Иван Смитюх     | 6                | 9,38 %       |
|   | Сила и честь             | Роман Карпюк    | 4                | 6,25 %       |

По состоянию на август 2025 года в оппозиции стоят 5 депутатов Аграрной партии Украины и 9 депутатов "Европейской солидарности". Ситуативную коалицию составляют "За будущее", "Родина", "Слуга народа", "Свобода", "Сила и честь".

## Список постоянных комиссий[2]
- Комиссия по вопросам бюджета, финансов и ценовой политики
- Комиссия по вопросам использования имущества общей собственности территориальных громад сёл, посёлков, городов области
- Комиссия по вопросам депутатской деятельности, местного самоуправления, защиты прав человека, законности, борьбы с преступностью и коррупцией
- Комиссия по вопросам экологии, рационального использования природных ресурсов
- Комиссия по вопросам международного сотрудничества, внешнеэкономических связей и инвестиций
- Комиссия по вопросам образования, науки, информационного пространства, культуры и языка, национального и духовного развития, семьи, молодёжи, спорта и туризма
- Комиссия по вопросам промышленности, транспорта, связи, топливно-энергетического комплекса, архитектуры, строительства и жилищно-коммунального хозяйства
- Комиссия по вопросам сельского хозяйства, продовольствия, земельных отношений
- Комиссия по вопросам социальной защиты населения, здравоохранения, материнства и детства

## Список председателей Волынского областного совета[3]
| Фото | Имя                                                      | Годы жизни | Начало срока    | Конец срока     | Примечания |
| ---- | -------------------------------------------------------- | ---------- | --------------- | --------------- | ---------- |
|      | Владимир Иванович Блаженчук Володимир Іванович Блаженчук | 1945—2019  | апрель 1992     | март 1992       |            |
|      | Борис Петрович Климчук Борис Петрович Клімчук            | 1951—2014  | июнь 1992       | апрель 1998     |            |
|      | Василий Павлович Дмитрук Василь Павлович Дмитрук         | р. 1952    | апрель 1998     | май 2006        |            |
|      | Анатолий Петрович Грицюк Анатолій Петрович Грицюк        | р. 1955    | 12 мая 2006     | 18 ноября 2010  |            |
|      | Владимир Войтович Витер Володимир Іванович Войтович      | р. 1954    | 18 ноября 2010  | 20 февраля 2014 |            |
|      | Владимир Войтович Витер Володимир Іванович Войтович      | р. 1973    | 20 февраля 2014 | 26 ноября 2015  |            |
|      | Игорь Петрович Палица Ігор Петрович Палиця               | р. 1972    | 26 ноября 2015  | 26 июля 2019    |            |
|      | Ирина Михайловна Вахович Ірина Михайлівна Вахович        | р. 1975    | 26 июля 2019    | 25 ноября 2020  |            |
|      | Григорий Викторович Недопад Григорій Вікторович Недопад  | р. 1981    | 25 ноября 2020  | н. в.           |            |